# Ruben Kristiansen
Ruben Kristiansen (ur. 20 lutego 1988 w Bodø) – norweski piłkarz występujący na pozycji obrońcy. Zawodnik klubu SK Brann.

## Życiorys

### Kariera klubowa
Kristiansen treningi rozpoczął w zespole Nordreisa IL. W 2008 roku przeszedł do czwartoligowego Skjervøy IK, a w 2010 roku został graczem drugoligowego Tromsdalen UIL. W sezonie 2010 spadł z nim do trzeciej ligi. W 2012 roku podpisał kontrakt z Tromsø IL. W pierwszej lidze zadebiutował 22 kwietnia 2012 w przegranym 0:3 pojedynku z Rosenborgiem. W sezonie 2012 wraz z Tromsø dotarł do finału Pucharu Norwegii. W sezonie 2013 Kristiansen spadł z zespołem do drugiej ligi. Wówczas jednak odszedł z Tromsø.
Został zawodnikiem pierwszoligowej Vålerenga Fotball. Pierwszy raz w jej barwach wystąpił 6 kwietnia 2014 w wygranym 3:1 spotkaniu z FK Bodø/Glimt. W Vålerendze spędził sezon 2014, a także część sezonu 2015. Następnie odszedł do drugoligowego SK Brann, z którym w 2015 awansował do pierwszej ligi.

### Kariera reprezentacyjna
W reprezentacji Norwegii Kristiansen zadebiutował 8 stycznia 2013 w wygranym 1:0 towarzyskim meczu z Południową Afryką.